# Attagenus dispar
Attagenus dispar là một loài bọ cánh cứng trong họ Dermestidae. Loài này được Redtenbacher miêu tả khoa học năm 1843.